# Паротія велика
Паротія велика (Parotia wahnesi) — вид горобцеподібних птахів родини Дивоптахові (Paradisaeidae).

## Назва
Вид названий на честь німецького натураліста Карла Ванеса, який першим відкрив цього птаха.

## Поширення
Ендемік Папуа Нової Гвінеї. Поширений лише на півострові Гуон та у горах Адельберт.